# Narrativ teologi
Narrativ teologi (af lat. narratio: fortælling) er en kristen teologisk retning, der opstod i 1970'erne. Retningen siger, at fortællingen er det grundlæggende i kristendommen. Trosbekendelser, etik og lovbud ses som sammenfatninger af fortællinger. Som et eksempel kan nævnes, at den apostolske trosbekendelse af den narrative teologi ses som en sammenfatning af Bibelens fortællinger.
Vigtige narrative teologer er amerikanerne George Lindbeck (1923-2018) og Hans Frei (1922-1988) samt tyskeren tyskeren J.B. Metz (1928-2019). I Danmark kan nævnes Svend Bjerg (1942-2020), Jan Lindhardt (1938-2014) og Lars Tjalve (1943-2018). Retningen lagde grunden til flere senere teologiske retninger.

## Historisk baggrund
I antikken var religion og fortælling uadskillelige. Teologi var mytologi. Under stoicismen og nyplatonismen udskiltes teologi som en særlig filosofisk disciplin, og med højskolastikken blev teologi opfattet som en teologisk reflekteret disciplin.
Da der først var skabt en adskillelse mellem tænkning og fortælling, var det nærliggende at mene, at en genforening ikke ville være mulig. Tænkning forudsætter refleksion, mens fortælling hviler på umiddelbarhed. Forholdet mellem teologi og fortælling kunne derfor opfattes som et modsætningsforhold. Denne opfattelse indebar, at fortælling blev behandlet som et emne for sig.
I det industrielle samfund opstod en ny form for kommunikation: informationen. Den adskiller sig afgørende fra fortællingen. Informationen lever i øjeblikket, mens fortællingen bevarer sin styrke over tid. Information ledsages ofte af forklaringer, mens det er en kunst at fortælle en historie således, at den bevarer sin gådefuldhed eller "aura".
Fortællingen formidler en større sammenhæng, mens informationen har en tendens til at miste denne sammenhæng. Informationen bliver let opsplittet og fragmenteret. Denne tendens fandt vej ind i den kristne teologi med formhistorien og dens sønderdeling af det bibelske tekstbillede i indbyrdes usammenhængende småstykker. Vægten blev ikke lagt på tekstens sammenhængende livsbillede, men på forkyndelsen i den enkelte litterære enhed.
Som reaktion herpå opstod den narrative teologi. I to artikler fra 1973, Kleine Apologie des Erzählens af J.B. Metz og Narrative Theologie af H. Weinrich, anvendtes udtrykket "narrativ teologi" for første gang. Udtrykket vandt hurtigt frem og er af den danske teolog Svend Bjerg blevet koblet sammen med de omfattende studier af fortællingsfilosofi, som Wilhelm Schapp har fremstillet i "In Geschichten verstrickt" fra 1953 og "Philosophie der Geschichten" fra 1959. Udgangspunktet for denne fortællingsfilosofi er den opfattelse, at der ikke består et absolut modsætningsforhold mellem fortælling og teologi, men snarere et spændingsforhold.

## Filosofisk baggrund
Den narrative teologi har en filosofisk baggrund i den sproglige vending i 1900-tallets filosofi. Her spillede Ludwig Wittgensteins sprogfilosofi en afgørende rolle. Den sproglige vending havde fokus på sprogets afgørende betydning for vores forståelse af verden: Sproget skaber og strukturerer virkeligheden. Man kan ikke erkende virkeligheden uden om sproget.
Dette forhold er særlig tydeligt i forbindelse med myten - den kulturgrundlæggende fortælling - siger den narrative teologi. Myten udlægger for mennesket, før mennesket kan komme til at udlægge myten. Mennesket kan ikke komme bagom myten. Den er et direkte udtryk for virkeligheden.
Mennesket kan i det hele taget ikke komme bag om sproget. Virkeligheden er altid en sprogligt formidlet virkelighed. Der findes ikke en før-sproglig virkelighed. På samme måde forholder det sig med fortællingen generelt: Virkeligheden - f.eks. den historiske virkelighed - eksisterer kun for os mennesker i kraft af, at der bliver fortalt historier om den. Fortællingen skaber en sammenhæng, som de blotte historiske kendsgerninger ikke skaber. Historien bliver konstrueret narrativt - som fortælling.

## Fortællingens egenskaber
En fortælling er kendetegnet ved, at den har en bestemt struktur. Den har en begyndelse, en midte (et vendepunkt) og en slutning. For eksempel har fortællingen om den fortabte søn (Lukasevangeliet, 15, 11-32) sin begyndelse der, hvor den fortabte søn endnu er hjemme hos sin far. Midten er der, hvor han "går i sig selv" og påbegynder vandringen tilbage til sin far. Slutningen er der, hvor han er kommet tilbage til sin far.
En fortælling er kendetegnet ved, at den indeholder en sammenhæng, en virkelighed og et budskab. Den skaber sit eget univers, der rummer en handlingsgang fra begyndelsen til enden. Dette univers er mere eller mindre kunstigt, idet alt uvedkommende udelades, og alt vedkommende inddrages.
Fortællingen har en særlig sprogkraft, der kan virke "besættende" på menneskers sind. Den, der lytter til eller læser en fortælling, er tvunget til at gå ind i dens univers. Fortællingen er uden for menneskets kontrol. Den styrer selv sit forløb og suspenderer den "virkelige" verden omkring modtageren. Den "tager magten fra én" og "besætter" én under hele sit forløb - for først at give slip, når fortællingen er afsluttet. Efter at have lyttet til en fortælling vil tilhøreren tale og tænke ud fra andre forudsætninger end før.
Et menneske får sin identitet gennem fortællingerne om det. Det er gennem fortællingerne om, hvorledes et menneske lever og forholder sig til begivenheder, at man danner sig et indtryk af, hvem dette menneske er. For eksempel fik Paulus i høj grad sin identitet gennem sin fortælling om sit møde med den opstandne Jesus i et syn på vejen til Damaskus (Apostlenes Gerninger, kap. 9,1-20). Et menneske er således forviklet i fortællinger, og fortællingerne fungerer som livshistorier om det. Det er dog ikke en betingelse, at fortællingen har en biografisk eller selvbiografisk karakter. Enhver fortælling, som et menneske forstår sit liv ud fra, vil kunne danne grundlag for en livshistorie - for eksempel fortællingen om Jesu lidelse, død og opstandelse, som er kristendommens grundfortælling. Tilsvarende er fortællingen om pagtslutningen mellem mellem Jahve og det jødiske folk jødedommens grundfortælling.
Dertil kommer yderligere, at mennesker er forviklet i flere fortællinger samtidigt, og at disse fortællinger indvirker på hinanden på en måde, der gør deres indbyrdes adskillelse umulig. Man kan ikke forstå dem hver for sig. Foruden historier om sig selv er et menneske forviklet i historier om familien, slægten, egnen, landet og kulturkredsen (jeg-historier og vi-historier). De mest omfattende historier er al-historier, som omfatter hele menneskeheden.
En tese i den narrative teologi er, at man ikke kan fortolke sig ud af sine livshistorier. Selv om man prøver at tyde sit liv ud fra en fortælling, vil der altid være en del tilbage, der ikke lader sig tyde. Man er altid forviklet i fortællinger, og man kan ikke adskille sig fra dem. Den kritiske bevidsthed befinder sig heller ikke i et før-narrativt rum. Også kritikken har nemlig basis i fortællinger. Der er dog tale om fortællinger af en højere orden (metanarrativer). Men stadig gælder det: "Intet over og intet ved siden af fortællinger." 

## Grundfortællingen
Ikke alle fortællinger er lige vigtige, fremhæver den narrative teologi. Nogle fortællinger er mere grundlæggende end andre. Således skelnes der mellem grundfortællinger og enkeltfortællinger. En grundfortælling er for eksempel jødedommens fortælling om Moses, der modtager De 10 bud af Gud på Sinaibjerget, eller kristendommens fortælling om Jesu lidelse, død og opstandelse. Den kristne grundfortælling præger den kristnes liv og har en fundamental indflydelse på den kristnes selvforståelse. En enkeltfortælling er f.eks. fortællingen om Jesu måltidsfællesskab med toldere og syndere (Markusevangeliet, 2,15-17). Enkeltfortællingerne rummer implicit det, som grundfortællingen eksplicit siger.
En grundfortælling begrunder et menneskes identitet, dvs. det uforanderlige i et menneske, til trods for alle de omskiftelser, det udsættes for. Dog må det tilføjes, at også grundfortællingen i virkeligheden kan omfatte flere sammenflettede grundfortællinger: det enkelte menneskes grundfortælling, familiens, slægtens, folkets og religionens grundfortælling. Et menneske, der forsøger at udskifte sin identitet med en anden, vil skjult være bundet af sin gamle identitet.
Til spørgsmålet om, hvordan den rigtige grundfortælling vælges af den enkelte, svarer den danske narrative teolog Jan Lindhardt, at opfattelsen hos narrative teologer snarere er den, at grundfortællingen "besætter" den enkelte. Han citerer den tyske teolog Hans-Georg Gadamer for sætningen: "Man kommer altid for sent, når man vil vide, hvad man tror." Meningen er, at fortællingen former troen, som så igen bliver et menneskes væsen.
Hvis der er flere grundfortællinger på færde, foregår der en kamp eller en vekselvirkning. Ifølge Jan Lindhardt skete dette i debatten mellem Luther og Erasmus om den frie vilje. Ifølge Luther har mennesket ikke en fri vilje med hensyn til troen på Gud. Ifølge hans fortælling er mennesket som et lastdyr, der fuldt ud styres af rytteren. Ifølge Erasmus´ fortælling er mennesket som et lastdyr, der ikke fuldt ud styres af rytteren.

## Den kristne grundfortælling
Den narrative teologi ser den kristne grundfortælling som fortællingen om Jesu lidelse, død og opstandelse. I denne fortælling identificerer Gud Jesus som sin søn ved at identificere sig med ham i hans død. Den kristne grundfortælling er således den fortælling, hvori Gud identificerer sig eller åbenbarer sig. Når denne grundfortælling forkyndes til tro, bliver den begrundelsen for den kristnes eksistens.
Undertiden opfattes den kristne grundfortælling mere bredt som som en fortælling, der har indoptaget et væld af enkeltfortællinger fra hele Bibelen, begyndende med fortællingen om skabelsen i Første Mosebog og sluttende med fortællingen om nyskabelsen i Johannes' Åbenbaring, idet vendepunktet i handlingsgangen indtræder med Jesu død og opstandelse.
Den kristne grundfortælling har en mytisk karakter, siger Svend Bjerg: "På samme måde, som myten generelt giver indpas for en oprindelig og større virkelighed, der bestemmer menneskets skæbne og handlinger, går Gud ind i den mytisk-kristne grundfortælling og skænker derigennem nyt liv, når mennesket drages ind i historien." 
Den kristne grundfortælling forkyndes som sagt til tro. Når den bliver modtaget af den kristne i tro, bliver denne tro til en særlig erfaring. Troen opstår, når et menneskes livshistorie fortælles i sammenhæng med den kristne grundfortælling, således at det nu selv kan fortælle en ny livshistorie. Kristen tro opstår, "når et menneske kommer under indflydelse af den kristne grundfortælling. Den besætter så at sige et menneskes livshistorie med nyt indhold og giver den et nyt grundlag. ...Troen sætter sig igennem i form af historier, som besætter eller får magt over sindet." 
Kristendommen udviklede sig, da Jesu disciple nedskrev de erfaringer, de havde gjort under samværet med Jesus. De fortalte om deres oplevelser og den lære, som Jesus havde formidlet gennem sine lignelser. Den moderne kristendom tager fortsat udgangspunkt i disse fortællinger.

## Historierne og historien
Et særligt problem er forholdet mellem historierne (fortællingerne) og historien (verdenshistorien). Denne modsætning blev tydelig med fremkomsten af den historisk-kritisk metode i oplysningstiden i 1700-tallet. Den historisk-kritiske metode var netop et forsøg på at gå "bag om" historierne for at se dem som udtryk for noget historisk.
Men hermed truer den historisk-kritiske metode med at undergrave selve den kristne tro. Troen kan på baggrund af den historiske kritik fremstå som en kritikløs holdning eller en form for fanatisme. Denne trussel er blevet imødekommet med en metode-dualisme: Der findes to metoder, en historisk metode og en dogmatisk (trosmæssig) metode. Troens sandhed er ikke identisk med historiens sandhed, selv om tro og historie ikke kan løsrives fra hinanden. Kristen tro udspringer af en virkelighed, der er højere end den historiske virkelighed. Denne virkelighed er den kristne grundfortællings virkelighed. Den kristne grundfortælling skaber troen i mennesket. Kristen tro opstår, når et menneske kommer under indflydelse af - besættes af - den kristne grundfortælling.

## Kritik
Den danske teolog Per Bilde (1939-2014) fremførte den kritik af den narrative teologi, at "den kristne grundfortælling" ikke er en fortælling i ordets sædvanlige forstand. Den er snarere en bekendelsesagtig opsummering af de hændelser i Jesu karriere, der har afgørende betydning for den kristne tro. Udtrykket "den kristne grundfortælling" anvendes således på samme måde som ordene "forkyndelse", "prædiken" og "bekendelse". Grundfortællingen er blot en særlig formulering af den kristne bekendelse.
Bilde fremførte endvidere den kritik, at den narrative teologi let fører til vilkårlighed, tilfældighed og subjektivitet. Mennesket risikerer for eksempel at blive et offer for livsødelæggende fortællinger som den nazistiske fortælling om Stortyskland og den ariske races overlegenhed over den jødiske race. Mennesket bliver værgeløst over for sådanne virkekraftige fortællinger, der kan "besætte" sindet, hvis ikke der må være kontrolinstanser uden for fortællingerne, som kan bedømme dem - såsom kritisk refleksion, historisk kritik og etiske normer.